# Llista de topònims de la Ràpita
Llista de topònims (noms propis de lloc) del municipi de la Ràpita, al Montsià
Informació actualitzada per un bot. Els canvis manuals es perdran quan s'actualitzi!

## casa
| imatge | Nom                   | Ubicat a  | instància de | Detalls                         | coordenades                                                                              | Protecció                   | Commons (més fotos) | Dades a WD                    |
| ------ | --------------------- | --------- | ------------ | ------------------------------- | ---------------------------------------------------------------------------------------- | --------------------------- | ------------------- | ----------------------------- |
|        | Casa Alejos           | la Ràpita | casa         | Estil: noucentisme 20th century | 40° 37′ 13″ N, 0° 35′ 31″ E / 40.620415°N,0.591937°E ca:C. Governador Labadie, 2 11 msnm | bé cultural d'interès local | Casa Alejos         | Modifica les dades a Wikidata |
|        | Casa Castellà Beltran | la Ràpita | casa         | Estil: arquitectura popular     | 40° 37′ 10″ N, 0° 35′ 44″ E / 40.619406°N,0.595476°E ca:Sant Francesc, 33                | bé cultural d'interès local |                     | Modifica les dades a Wikidata |
|        | Xalet de Sebastià     | la Ràpita | casa         |                                 | 40° 37′ 35″ N, 0° 39′ 05″ E / 40.6263125976533°N,0.651503696606459°E                     |                             |                     | Modifica les dades a Wikidata |

## edifici
| imatge | Nom                          | Ubicat a                                                                  | instància de | Detalls                                      | coordenades                                                                                         | Protecció                                            | Commons (més fotos)                                          | Dades a WD                    |
| ------ | ---------------------------- | ------------------------------------------------------------------------- | ------------ | -------------------------------------------- | --------------------------------------------------------------------------------------------------- | ---------------------------------------------------- | ------------------------------------------------------------ | ----------------------------- |
|        | Coeteres del Delta de l'Ebre | l'Ampolla Camarles l'Aldea Amposta la Ràpita Sant Jaume d'Enveja Deltebre | edifici      | Estil: arquitectura popular 20th century     | 40° 34′ 22″ N, 0° 39′ 13″ E / 40.572897°N,0.6536°E                                                  | bé cultural d'interès nacional                       | Coeteres del Delta de l'Ebre                                 | Modifica les dades a Wikidata |
|        | Col·legi Horta Vella         | la Ràpita                                                                 | edifici      |                                              | 40° 37′ 16″ N, 0° 35′ 45″ E / 40.6212°N,0.595923°E                                                  | bé cultural d'interès local                          |                                                              | Modifica les dades a Wikidata |
|        | Drassanes de Carceller       | la Ràpita                                                                 | edifici      | Estil: arquitectura popular 18th century     | 40° 37′ 03″ N, 0° 35′ 37″ E / 40.6176°N,0.593508°E ca:Jaume el Conqueridor / Comte de Floridablanca | bé cultural d'interès local                          | Drassanes de Carceller                                       | Modifica les dades a Wikidata |
|        | Fleca Laureano               | la Ràpita                                                                 | edifici      | Estil: arquitectura neoclàssica              | 40° 37′ 10″ N, 0° 35′ 34″ E / 40.6194°N,0.592807°E                                                  | bé cultural d'interès local                          |                                                              | Modifica les dades a Wikidata |
|        | Moll del canal de l'Ebre     | la Ràpita                                                                 | edifici      | Estil: arquitectura neoclàssica 19th century | 40° 37′ 18″ N, 0° 35′ 54″ E / 40.6218°N,0.598301°E ca:Inici de la ctra. al Poble Nou                | bé cultural d'interès local                          | Edificis i moll de la Real Compañia de Canalización del Ebro | Modifica les dades a Wikidata |
|        | la Glorieta                  | la Ràpita                                                                 | edifici      | Estil: arquitectura neoclàssica              | 40° 37′ 17″ N, 0° 35′ 14″ E / 40.6214°N,0.587222°E                                                  | bé d'interès cultural bé cultural d'interès nacional | La Glorieta (La Ràpita, Montsià)                             | Modifica les dades a Wikidata |
|        | molí d'Arde                  | la Ràpita                                                                 | edifici      | Estil: arquitectura popular                  | |                                                      |                                                              | Modifica les dades a Wikidata |

## entitat singular de població
| imatge | Nom                    | Ubicat a  | instància de                                   | Detalls                           | coordenades                                                     | Protecció                   | Commons (més fotos)    | Dades a WD                    |
| ------ | ---------------------- | --------- | ---------------------------------------------- | --------------------------------- | --------------------------------------------------------------- | --------------------------- | ---------------------- | ----------------------------- |
|        | Salines de la Trinitat | la Ràpita | entitat singular de població salina edifici    | Estil: arquitectura popular 0 hab | 40° 35′ 20″ N, 0° 41′ 19″ E / 40.58883611°N,0.68865278°E 0 msnm | bé cultural d'interès local | Salines de la Trinitat | Modifica les dades a Wikidata |
|        | la Ràpita              | la Ràpita | entitat singular de població capital municipal | 15802 hab                         | 40° 37′ 00″ N, 0° 36′ 00″ E / 40.61667°N,0.6°E 10 msnm          |                             |                        | Modifica les dades a Wikidata |

## església
| imatge | Nom                                | Ubicat a  | instància de | Detalls                         | coordenades                                                                      | Protecció                                            | Commons (més fotos)                  | Dades a WD                    |
| ------ | ---------------------------------- | --------- | ------------ | ------------------------------- | -------------------------------------------------------------------------------- | ---------------------------------------------------- | ------------------------------------ | ----------------------------- |
|        | Església Nova                      | la Ràpita | església     | Estil: arquitectura neoclàssica | 40° 36′ 57″ N, 0° 35′ 16″ E / 40.6158°N,0.587778°E ca:Carrer de Sant Isidre, 128 | bé d'interès cultural bé cultural d'interès nacional | Església nova de La Ràpita (Montsià) | Modifica les dades a Wikidata |
|        | església de la Santíssima Trinitat | la Ràpita | església     | Estil: arquitectura neoclàssica | 40° 37′ 10″ N, 0° 35′ 32″ E / 40.6195°N,0.592211°E ca:Plaça Carles III           | bé cultural d'interès local                          |                                      | Modifica les dades a Wikidata |

## far
| imatge | Nom              | Ubicat a  | instància de | Detalls                               | coordenades                                                 | Protecció                   | Commons (més fotos)                 | Dades a WD                    |
| ------ | ---------------- | --------- | ------------ | ------------------------------------- | ----------------------------------------------------------- | --------------------------- | ----------------------------------- | ----------------------------- |
|        | Far de la Banya  | la Ràpita | far          | 1864 Alt: 26m                         | 40° 33′ 23″ N, 0° 38′ 50″ E / 40.5563°N,0.647332°E La Banya | bé cultural d'interès local | Far de la Banya (Punta de la Banya) | Modifica les dades a Wikidata |
|        | Far de la Ràpita | la Ràpita | far          | Estil: arquitectura del ferro Alt: 7m | 40° 36′ 28″ N, 0° 35′ 07″ E / 40.60771°N,0.585265°E         | bé cultural d'interès local | Far de La Ràpita (Montsià)          | Modifica les dades a Wikidata |

## font
| imatge | Nom                | Ubicat a  | instància de | Detalls                         | coordenades                                                          | Protecció                   | Commons (més fotos) | Dades a WD                    |
| ------ | ------------------ | --------- | ------------ | ------------------------------- | -------------------------------------------------------------------- | --------------------------- | ------------------- | ----------------------------- |
|        | font de Burgar     | la Ràpita | font         |                                 | 40° 38′ 34″ N, 0° 32′ 49″ E / 40.6427722301008°N,0.546841388862598°E |                             |                     | Modifica les dades a Wikidata |
|        | fonts de l'Alameda | la Ràpita | font         | Estil: arquitectura neoclàssica | 40° 37′ 12″ N, 0° 35′ 34″ E / 40.620053°N,0.592828°E                 | bé cultural d'interès local |                     | Modifica les dades a Wikidata |

## fornícula
| imatge | Nom                                          | Ubicat a  | instància de | Detalls                                    | coordenades                                                                    | Protecció                                  | Commons (més fotos) | Dades a WD                    |
| ------ | -------------------------------------------- | --------- | ------------ | ------------------------------------------ | ------------------------------------------------------------------------------ | ------------------------------------------ | ------------------- | ----------------------------- |
|        | Capella del Nen Jesús de Praga               | la Ràpita | fornícula    | Estil: neoclassicisme arquitectura popular | 40° 37′ 11″ N, 0° 35′ 40″ E / 40.619786°N,0.594467°E ca:C. Jesús, 5            | bé cultural d'interès local                |                     | Modifica les dades a Wikidata |
|        | Capelleta de Sant Isidre                     | la Ràpita | fornícula    | Estil: arquitectura popular                | ca:C. Sant Isidre, 4                                                           | bé cultural d'interès local                |                     | Modifica les dades a Wikidata |
|        | Capelleta de Sant Jaume                      | la Ràpita | fornícula    | Estil: arquitectura popular                | 40° 37′ 05″ N, 0° 35′ 28″ E / 40.618103°N,0.591141°E ca:C. Jaume I, 35         | bé cultural d'interès local                |                     | Modifica les dades a Wikidata |
|        | Capelleta de Sant Josep                      | la Ràpita | fornícula    | Estil: arquitectura popular                | 40° 37′ 18″ N, 0° 35′ 37″ E / 40.621694°N,0.59348°E ca:C. Sant Josep, 13       | bé cultural d'interès local                |                     | Modifica les dades a Wikidata |
|        | Capelleta de Sant Miquel                     | la Ràpita | fornícula    | Estil: arquitectura popular                | 40° 37′ 13″ N, 0° 35′ 41″ E / 40.620243°N,0.594599°E ca:C. Sant Miquel, 9      | bé cultural d'interès local                |                     | Modifica les dades a Wikidata |
|        | Capelleta de Sant Pere                       | la Ràpita | fornícula    | Estil: arquitectura popular                | 40° 37′ 05″ N, 0° 35′ 40″ E / 40.618186°N,0.594394°E ca:C. Vista Alegre, 8     | bé integrant del patrimoni cultural català |                     | Modifica les dades a Wikidata |
|        | Capelleta de Sant Rafael                     | la Ràpita | fornícula    | Estil: arquitectura popular                | 40° 37′ 13″ N, 0° 35′ 45″ E / 40.620173°N,0.595932°E ca:C. Sant Rafael, 15     | bé cultural d'interès local                |                     | Modifica les dades a Wikidata |
|        | Capelleta de Sant Sebastià                   | la Ràpita | fornícula    | Estil: arquitectura popular                | 40° 37′ 16″ N, 0° 35′ 30″ E / 40.621183°N,0.591678°E ca:C. Sant Sebastià, 35   | bé cultural d'interès local                |                     | Modifica les dades a Wikidata |
|        | Capelleta de Sant Àngel de la Custòdia       | la Ràpita | fornícula    | Estil: arquitectura popular                | 40° 37′ 11″ N, 0° 35′ 26″ E / 40.619631°N,0.590495°E ca:C. Sant Àngel, 32      | bé cultural d'interès local                |                     | Modifica les dades a Wikidata |
|        | Capelleta de Santa Elena                     | la Ràpita | fornícula    | Estil: arquitectura popular                |                                                                                | bé cultural d'interès local                |                     | Modifica les dades a Wikidata |
|        | Capelleta de Santa Teresa                    | la Ràpita | fornícula    | Estil: arquitectura popular                | 40° 37′ 08″ N, 0° 35′ 42″ E / 40.6190118°N,0.5948701°E ca:C. Santa Teresa, 12  | bé cultural d'interès local                |                     | Modifica les dades a Wikidata |
|        | Capelleta de la Mare de Déu de Constància    | la Ràpita | fornícula    | Estil: arquitectura popular                |                                                                                | bé cultural d'interès local                |                     | Modifica les dades a Wikidata |
|        | Capelleta de la Mare de Déu de Montserrat    | la Ràpita | fornícula    | Estil: arquitectura popular                | 40° 37′ 10″ N, 0° 35′ 40″ E / 40.619446°N,0.594325°E ca:C. Montserrat, 29      | bé cultural d'interès local                |                     | Modifica les dades a Wikidata |
|        | Capelleta de la Mare de Déu de l'Alegria     | la Ràpita | fornícula    | Estil: arquitectura popular                | 40° 37′ 05″ N, 0° 35′ 31″ E / 40.618056°N,0.591974°E ca:Carrer d'en Gorria, 17 | bé integrant del patrimoni cultural català |                     | Modifica les dades a Wikidata |
|        | Capelleta de la Mare de Déu de la Cinta      | la Ràpita | fornícula    | Estil: arquitectura popular                | 40° 37′ 10″ N, 0° 35′ 26″ E / 40.619456°N,0.590522°E ca:C. Cinta, 38           | bé cultural d'interès local                |                     | Modifica les dades a Wikidata |
|        | Capelleta de la Mare de Déu de la Constància | la Ràpita | fornícula    | Estil: arquitectura popular                | 40° 37′ 13″ N, 0° 35′ 32″ E / 40.620238°N,0.59217°E ca:C. Governador Labadie   | bé integrant del patrimoni cultural català |                     | Modifica les dades a Wikidata |
|        | Capelleta de la Mare de Déu de la Ràpita     | la Ràpita | fornícula    | Estil: arquitectura popular                |                                                                                | bé cultural d'interès local                |                     | Modifica les dades a Wikidata |
|        | Capelleta de la Mare de Déu del Carme        | la Ràpita | fornícula    | Estil: arquitectura popular                | 40° 37′ 08″ N, 0° 35′ 44″ E / 40.6188434°N,0.595638°E ca:C. Carme, 18          | bé cultural d'interès local                |                     | Modifica les dades a Wikidata |
|        | Capelleta de la Mare de Déu del Pilar        | la Ràpita | fornícula    | Estil: arquitectura popular                | 40° 37′ 13″ N, 0° 35′ 39″ E / 40.620249°N,0.594061°E ca:C. Pilar, 3            | bé integrant del patrimoni cultural català |                     | Modifica les dades a Wikidata |
|        | Capelleta de la Mare de Déu del Remei        | la Ràpita | fornícula    | Estil: arquitectura popular                | 40° 37′ 09″ N, 0° 35′ 31″ E / 40.619303°N,0.591938°E ca:C. del Remei, 9        | bé cultural d'interès local                |                     | Modifica les dades a Wikidata |
|        | Capelleta de la Mare de Déu dels Dolors      | la Ràpita | fornícula    | Estil: arquitectura popular                | 40° 37′ 09″ N, 0° 35′ 42″ E / 40.61923°N,0.595°E ca:C. dels Dolors, 11         | bé integrant del patrimoni cultural català |                     | Modifica les dades a Wikidata |
|        | Capelleta de la Mare de Déu dels Àngels      | la Ràpita | fornícula    | Estil: arquitectura popular                | ca:C. del Migdia, 11                                                           | bé cultural d'interès local                |                     | Modifica les dades a Wikidata |
|        | Capelleta del carrer Bisbe Aznar             | la Ràpita | fornícula    | Estil: arquitectura popular                | 40° 37′ 13″ N, 0° 35′ 45″ E / 40.620394°N,0.595888°E ca:C. Bisbe Aznar, 28     | bé cultural d'interès local                |                     | Modifica les dades a Wikidata |
|        | Capelleta del carrer Sant Roc                | la Ràpita | fornícula    | Estil: arquitectura popular                | 40° 37′ 13″ N, 0° 35′ 45″ E / 40.620215°N,0.595864°E ca:C. Sant Roc, 12        | bé cultural d'interès local                |                     | Modifica les dades a Wikidata |

## granja
| imatge | Nom           | Ubicat a  | instància de | Detalls | coordenades                                                          | Protecció | Commons (més fotos) | Dades a WD                    |
| ------ | ------------- | --------- | ------------ | ------- | -------------------------------------------------------------------- | --------- | ------------------- | ----------------------------- |
|        | Granges Arbó  | la Ràpita | granja       |         | 40° 38′ 23″ N, 0° 35′ 03″ E / 40.6396350249538°N,0.584298316731238°E |           |                     | Modifica les dades a Wikidata |
|        | Granges Vidal | la Ràpita | granja       |         | 40° 38′ 28″ N, 0° 35′ 09″ E / 40.6411555081361°N,0.585934428204868°E |           |                     | Modifica les dades a Wikidata |

## indret
| imatge | Nom                      | Ubicat a  | instància de | Detalls               | coordenades                                                                                                  | Protecció | Commons (més fotos) | Dades a WD                    |
| ------ | ------------------------ | --------- | ------------ | --------------------- | --- | --------- | ------------------- | ----------------------------- |
|        | La Banya                 | la Ràpita | indret cap   | Superfície: 2685.55ha | 40° 33′ 27″ N, 0° 37′ 44″ E / 40.5575°N,0.628889°E 40° 34′ 00″ N, 0° 38′ 00″ E / 40.56667°N,0.63333°E 0 msnm |           | Punta de la Banya   | Modifica les dades a Wikidata |
|        | Punta de la Palma Marina | la Ràpita | indret       |                       | 40° 35′ 28″ N, 0° 39′ 35″ E / 40.591111111111°N,0.65972222222222°E                                           |           |                     | Modifica les dades a Wikidata |
|        | Punta del Galacho        | la Ràpita | indret       |                       | 40° 35′ 08″ N, 0° 37′ 03″ E / 40.585555555556°N,0.6175°E                                                     |           |                     | Modifica les dades a Wikidata |

## masia
| imatge | Nom                          | Ubicat a  | instància de | Detalls                     | coordenades                                                          | Protecció                   | Commons (més fotos) | Dades a WD                    |
| ------ | ---------------------------- | --------- | ------------ | --------------------------- | -------------------------------------------------------------------- | --------------------------- | ------------------- | ----------------------------- |
|        | Casa d'Àngel Tomàs           | la Ràpita | masia        |                             | 40° 38′ 30″ N, 0° 37′ 41″ E / 40.6417024543245°N,0.627952574068482°E |                             |                     | Modifica les dades a Wikidata |
|        | Casa de Miralles             | la Ràpita | masia        |                             | 40° 38′ 56″ N, 0° 37′ 01″ E / 40.6488819657062°N,0.617042749815126°E |                             |                     | Modifica les dades a Wikidata |
|        | Casa del Guarda              | la Ràpita | masia        |                             | 40° 38′ 27″ N, 0° 37′ 44″ E / 40.6408482893227°N,0.628905167597665°E |                             |                     | Modifica les dades a Wikidata |
|        | Casa dels Caçadors           | la Ràpita | masia        |                             | 40° 38′ 34″ N, 0° 37′ 19″ E / 40.6428677798912°N,0.621986859419595°E |                             |                     | Modifica les dades a Wikidata |
|        | Casablanca                   | la Ràpita | masia        | Estil: arquitectura popular | 40° 37′ 46″ N, 0° 38′ 19″ E / 40.629369°N,0.638507°E                 | bé cultural d'interès local |                     | Modifica les dades a Wikidata |
|        | Mas Manetes                  | la Ràpita | masia        |                             | 40° 38′ 51″ N, 0° 34′ 45″ E / 40.6474209019366°N,0.579298865943636°E |                             |                     | Modifica les dades a Wikidata |
|        | Mas de Laureano              | la Ràpita | masia        |                             | 40° 37′ 49″ N, 0° 38′ 56″ E / 40.6302250375219°N,0.649001954084755°E |                             |                     | Modifica les dades a Wikidata |
|        | Mas de Papiol                | la Ràpita | masia        |                             | 40° 38′ 28″ N, 0° 35′ 41″ E / 40.641112264736°N,0.59470708839073°E   |                             |                     | Modifica les dades a Wikidata |
|        | Mas de la Canícia            | la Ràpita | masia        |                             | 40° 37′ 31″ N, 0° 34′ 18″ E / 40.625316296036°N,0.57163029600459°E   |                             |                     | Modifica les dades a Wikidata |
|        | Mas del Sit                  | la Ràpita | masia        |                             | 40° 38′ 34″ N, 0° 35′ 11″ E / 40.64273973054°N,0.58637110473039°E    |                             |                     | Modifica les dades a Wikidata |
|        | Mata-redona                  | la Ràpita | masia        |                             | 40° 38′ 20″ N, 0° 32′ 00″ E / 40.638915376856°N,0.53329947831612°E   |                             |                     | Modifica les dades a Wikidata |
|        | el Maset                     | la Ràpita | masia        |                             | 40° 37′ 01″ N, 0° 35′ 22″ E / 40.6168886295969°N,0.589361885983077°E |                             |                     | Modifica les dades a Wikidata |
|        | el Xicago                    | la Ràpita | masia        |                             | 40° 37′ 11″ N, 0° 35′ 41″ E / 40.6198119721016°N,0.594777198405099°E |                             |                     | Modifica les dades a Wikidata |
|        | els Porxos                   | la Ràpita | masia        |                             | 40° 37′ 09″ N, 0° 35′ 31″ E / 40.6191605320664°N,0.592046284858009°E |                             |                     | Modifica les dades a Wikidata |
|        | la Garbera                   | la Ràpita | masia        |                             | 40° 35′ 21″ N, 0° 41′ 15″ E / 40.5891004708631°N,0.687580566445255°E |                             |                     | Modifica les dades a Wikidata |
|        | les Bombes                   | la Ràpita | masia        |                             | 40° 35′ 18″ N, 0° 40′ 54″ E / 40.5883413042367°N,0.681616182346262°E |                             |                     | Modifica les dades a Wikidata |
|        | les Bombes de la Séquia Gran | la Ràpita | masia        |                             | 40° 37′ 41″ N, 0° 39′ 01″ E / 40.6280895225966°N,0.650294618880897°E |                             |                     | Modifica les dades a Wikidata |
|        | les Casetes dels Brillants   | la Ràpita | masia        |                             | 40° 37′ 31″ N, 0° 38′ 29″ E / 40.6251797615268°N,0.641447302236938°E |                             |                     | Modifica les dades a Wikidata |
|        | lo Fumeral                   | la Ràpita | masia        |                             | 40° 37′ 55″ N, 0° 38′ 42″ E / 40.6319265901445°N,0.644981430798984°E |                             |                     | Modifica les dades a Wikidata |

## muntanya
| imatge | Nom                   | Ubicat a                    | instància de | Detalls | coordenades                                                          | Protecció | Commons (més fotos)      | Dades a WD                    |
| ------ | --------------------- | --------------------------- | ------------ | ------- | -------------------------------------------------------------------- | --------- | ------------------------ | ----------------------------- |
|        | Alt de Mamadits       | la Ràpita                   | muntanya     |         | 40° 37′ 38″ N, 0° 33′ 56″ E / 40.6273°N,0.565442°E 262 msnm          |           |                          | Modifica les dades a Wikidata |
|        | Mola de Calatrava     | la Ràpita                   | muntanya     |         | 40° 38′ 16″ N, 0° 33′ 53″ E / 40.637830555556°N,0.56485°E 351.8 msnm |           |                          | Modifica les dades a Wikidata |
|        | Mola de Vilaró        | la Ràpita                   | muntanya     |         | 40° 37′ 48″ N, 0° 33′ 30″ E / 40.6301°N,0.558256°E 345.4 msnm        |           |                          | Modifica les dades a Wikidata |
|        | Moleta de Mata-redona | Freginals la Ràpita         | muntanya     |         | 40° 38′ 28″ N, 0° 32′ 01″ E / 40.640975°N,0.53364028°E 626.4 msnm    |           |                          | Modifica les dades a Wikidata |
|        | els Quatre Mollons    | Amposta la Ràpita           | muntanya     |         | 40° 38′ 35″ N, 0° 33′ 43″ E / 40.643029°N,0.561878°E 433 msnm        |           | Els Quatre Mollons (cim) | Modifica les dades a Wikidata |
|        | la Foradada           | Freginals la Ràpita Alcanar | muntanya     |         | 40° 37′ 56″ N, 0° 32′ 39″ E / 40.632308°N,0.54421°E 655 msnm         |           | La Foradada (Montsià)    | Modifica les dades a Wikidata |
|        | la Torreta            | la Ràpita                   | muntanya     |         | 40° 37′ 25″ N, 0° 35′ 09″ E / 40.6235°N,0.585775°E 105.3 msnm        |           | La Torreta (la Ràpita)   | Modifica les dades a Wikidata |
|        | moleta de Fredes      | la Ràpita                   | muntanya     |         | 40° 38′ 05″ N, 0° 33′ 03″ E / 40.63483°N,0.550863°E 504 msnm         |           | Moleta de Fredes         | Modifica les dades a Wikidata |

## platja
| imatge | Nom                    | Ubicat a  | instància de                                | Detalls                                      | coordenades                                                                     | Protecció | Commons (més fotos)        | Dades a WD                    |
| ------ | ---------------------- | --------- | ------------------------------------------- | -------------------------------------------- | ------------------------------------------------------------------------------- | --------- | -------------------------- | ----------------------------- |
|        | Istme del Trabucador   | la Ràpita | platja istme platja d'arena daurada         | Llarg: 6165m Ample: 150m Superfície: 96.54ha | 40° 36′ 33″ N, 0° 43′ 29″ E / 40.60927°N,0.72482°E 2 msnm                       |           | Barra del Trabucador       | Modifica les dades a Wikidata |
|        | platja de Capri        | la Ràpita | platja platja urbana                        | Llarg: 70m Ample: 30m                        | 40° 36′ 36″ N, 0° 35′ 16″ E / 40.61009999988°N,0.58780000010524°E               |           | Platja de Capri            | Modifica les dades a Wikidata |
|        | platja de Garbí        | la Ràpita | platja platja d'arena daurada platja urbana | Llarg: 500m Ample: 50m                       | 40° 36′ 50″ N, 0° 35′ 35″ E / 40.61375°N,0.59292°E                              |           |                            | Modifica les dades a Wikidata |
|        | platja de l'Aiguassera | la Ràpita | platja platja urbana                        | Llarg: 80m Ample: 10m                        | 40° 36′ 35″ N, 0° 35′ 14″ E / 40.609602°N,0.587251°E                            |           | Platja de l'Aiguassera     | Modifica les dades a Wikidata |
|        | platja de la Banya     | la Ràpita | platja                                      | Llarg: 8km Ample: 301m                       | 40° 33′ 42″ N, 0° 36′ 04″ E / 40.56174922090096°N,0.6010814730441121°E La Banya |           | Platja de la Banya         | Modifica les dades a Wikidata |
|        | platja de la Senieta   | la Ràpita | platja platja urbana                        | Llarg: 100m Ample: 25m                       | 40° 36′ 31″ N, 0° 35′ 11″ E / 40.608600000219°N,0.58630000043032°E              |           | Platja de la Senieta       | Modifica les dades a Wikidata |
|        | platja de les Delícies | la Ràpita | platja platja d'arena daurada platja urbana | Llarg: 200m Ample: 40m                       | 40° 36′ 23″ N, 0° 35′ 02″ E / 40.6065°N,0.5838°E                                |           | Platja de les Delícies     | Modifica les dades a Wikidata |
|        | platja del Far         | la Ràpita | platja platja urbana                        | Llarg: 80m Ample: 25m                        | 40° 36′ 26″ N, 0° 35′ 06″ E / 40.60720000012°N,0.58499999987366°E               |           | Platja del Far (la Ràpita) | Modifica les dades a Wikidata |
|        | platja del Suís        | la Ràpita | platja                                      | Llarg: 50m Ample: 12m                        | 40° 36′ 16″ N, 0° 34′ 52″ E / 40.604399999918°N,0.58110000000025°E              |           | Platja del Suís            | Modifica les dades a Wikidata |
|        | platja del Trabucador  | la Ràpita | platja                                      |                                              | 40° 33′ 54″ N, 0° 40′ 44″ E / 40.56491261595827°N,0.6789181377696795°E La Banya |           | Platja del Trabucador      | Modifica les dades a Wikidata |
|        | platja dels Hortets    | la Ràpita | platja platja urbana                        | Llarg: 165m Ample: 25m                       | 40° 36′ 42″ N, 0° 35′ 23″ E / 40.611800000301°N,0.58960000025409°E              |           | Platja dels Hortets        | Modifica les dades a Wikidata |

## polígon industrial
| imatge | Nom                           | Ubicat a  | instància de       | Detalls | coordenades                                                          | Protecció | Commons (més fotos) | Dades a WD                    |
| ------ | ----------------------------- | --------- | ------------------ | ------- | -------------------------------------------------------------------- | --------- | ------------------- | ----------------------------- |
|        | Polígon industrial El Rajolar | la Ràpita | polígon industrial |         | 40° 38′ 06″ N, 0° 35′ 44″ E / 40.6349967597055°N,0.59554448633592°E  |           |                     | Modifica les dades a Wikidata |
|        | Polígon industrial El Salt    | la Ràpita | polígon industrial |         | 40° 37′ 49″ N, 0° 35′ 27″ E / 40.6303476089468°N,0.590733879144528°E |           |                     | Modifica les dades a Wikidata |

## torre de sentinella
| imatge | Nom                   | Ubicat a  | instància de        | Detalls                                  | coordenades | Protecció                                            | Commons (més fotos)                   | Dades a WD                    |
| ------ | --------------------- | --------- | ------------------- | ---------------------------------------- | --- | ---------------------------------------------------- | ------------------------------------- | ----------------------------- |
|        | Torre de la Guardiola | la Ràpita | torre de sentinella | Estil: arquitectura popular 15th century | 40° 37′ 25″ N, 0° 35′ 09″ E / 40.6236°N,0.585833°E ca:Al cim de la Torreta 105 msnm                                 | bé d'interès cultural bé cultural d'interès nacional | Torre de la Guardiola                 | Modifica les dades a Wikidata |
|        | Torre del Moro I      | la Ràpita | torre de sentinella | Estil: arquitectura popular              | 40° 37′ 00″ N, 0° 34′ 28″ E / 40.6167°N,0.574444°E ca:Carretera N-340, a la banda est, partida del Codonyol 62 msnm | bé d'interès cultural bé cultural d'interès nacional | Torre del Moro I (La Ràpita, Montsià) | Modifica les dades a Wikidata |

## vèrtex geodèsic
| imatge | Nom       | Ubicat a  | instància de    | Detalls   | coordenades                                                      | Protecció | Commons (més fotos) | Dades a WD                    |
| ------ | --------- | --------- | --------------- | --------- | ---------------------------------------------------------------- | --------- | ------------------- | ----------------------------- |
|        | Baña      | la Ràpita | vèrtex geodèsic |           | 40° 33′ 38″ N, 0° 39′ 41″ E / 40.560456°N,0.661434°E 25.587 msnm |           |                     | Modifica les dades a Wikidata |
|        | Galacho   | la Ràpita | vèrtex geodèsic | Alt: 1.2m | 40° 34′ 16″ N, 0° 36′ 37″ E / 40.571198°N,0.610313°E 3.768 msnm  |           |                     | Modifica les dades a Wikidata |
|        | Guardiola | la Ràpita | vèrtex geodèsic |           | 40° 37′ 25″ N, 0° 35′ 09″ E / 40.623593°N,0.58588°E 113.037 msnm |           |                     | Modifica les dades a Wikidata |
|        | Salinas   | la Ràpita | vèrtex geodèsic |           | 40° 35′ 21″ N, 0° 41′ 20″ E / 40.589064°N,0.688945°E 11.01 msnm  |           |                     | Modifica les dades a Wikidata |

## zona humida
| imatge | Nom                | Ubicat a          | instància de | Detalls              | coordenades                                      | Protecció | Commons (més fotos) | Dades a WD                    |
| ------ | ------------------ | ----------------- | ------------ | -------------------- | ------------------------------------------------ | --------- | ------------------- | ----------------------------- |
|        | Erms de Casablanca | la Ràpita         | zona humida  | Superfície: 194.17ha | 40° 38′ 21″ N, 0° 37′ 35″ E / 40.6391°N,0.6264°E |           | Erms de Casablanca  | Modifica les dades a Wikidata |
|        | l'Encanyissada     | Amposta la Ràpita | zona humida  | Superfície: 936.1km² | 40° 39′ 07″ N, 0° 40′ 08″ E / 40.652°N,0.669°E   |           | L'Encanyissada      | Modifica les dades a Wikidata |

## Misc
| imatge | Nom                                           | Ubicat a                                                 | instància de                                    | Detalls                                                          | coordenades                                                                              | Protecció                                            | Commons (més fotos)                   | Dades a WD                    |
| ------ | --------------------------------------------- | -------------------------------------------------------- | ----------------------------------------------- | ---------------------------------------------------------------- | ---------------------------------------------------------------------------------------- | ---------------------------------------------------- | ------------------------------------- | ----------------------------- |
|        | Col·legi Carles III                           | la Ràpita                                                | edifici escolar                                 | Estil: noucentisme                                               | 40° 37′ 17″ N, 0° 35′ 16″ E / 40.6215°N,0.587708°E                                       | bé cultural d'interès local                          |                                       | Modifica les dades a Wikidata |
|        | Parc natural del Delta de l'Ebre              | la Ràpita Amposta Sant Jaume d'Enveja Deltebre l'Ampolla | àrea protegida parc natural                     | 1983 1986 Superfície: 320 7625.35856km² ha                       | 40° 42′ 09″ N, 0° 48′ 32″ E / 40.7025°N,0.80888888888889°E delta de l'Ebre               | Espai Ramsar                                         | Delta de l'Ebre Natural Park          | Modifica les dades a Wikidata |
|        | Plaça Carles III                              | la Ràpita                                                | plaça                                           | Estil: arquitectura neoclàssica 18th century                     | 40° 37′ 09″ N, 0° 35′ 33″ E / 40.619235°N,0.592516°E ca:Plaça Carles III                 | bé cultural d'interès local                          | Plaça Carles III (La Ràpita, Montsià) | Modifica les dades a Wikidata |
|        | Port de la Ràpita                             | la Ràpita                                                | port port pesquer port esportiu                 |                                                                  | 40° 37′ 08″ N, 0° 36′ 02″ E / 40.61882929652349°N,0.6006745105846127°E                   |                                                      | Port of La Ràpita (Montsià)           | Modifica les dades a Wikidata |
|        | Pou de les Figueretes                         | la Ràpita                                                | pou                                             | Estil: arquitectura popular                                      | 40° 37′ 06″ N, 0° 35′ 37″ E / 40.618284°N,0.593625°E ca:Carrer Alba                      | bé cultural d'interès local                          |                                       | Modifica les dades a Wikidata |
|        | Reial Monestir de Nostra Senyora de la Ràpita | la Ràpita                                                | monestir                                        |                                                                  | 40° 37′ 09″ N, 0° 35′ 35″ E / 40.6191°N,0.593043°E                                       | bé cultural d'interès local                          |                                       | Modifica les dades a Wikidata |
|        | casa consistorial de la Ràpita                | la Ràpita                                                | casa consistorial                               |                                                                  | 40° 37′ 13″ N, 0° 35′ 33″ E / 40.6203062°N,0.5923752°E                                   |                                                      |                                       | Modifica les dades a Wikidata |
|        | cementiri de Sant Carles de la Ràpita         | la Ràpita                                                | cementiri                                       |                                                                  | 40° 37′ 42″ N, 0° 35′ 03″ E / 40.6284013977406°N,0.584242310422276°E                     |                                                      |                                       | Modifica les dades a Wikidata |
|        | cova del Tendo                                | la Ràpita                                                | jaciment arqueològic cova pintura rupestre      |                                                                  | 40° 38′ 07″ N, 0° 33′ 54″ E / 40.63527778°N,0.565°E serra del Montsià                    | bé integrant del patrimoni cultural català           |                                       | Modifica les dades a Wikidata |
|        | el Castell                                    | la Ràpita                                                | ruïnes de castell                               | 18th century                                                     | 40° 37′ 06″ N, 0° 35′ 37″ E / 40.618215°N,0.593595°E ca:Sota del Mercat Municipal 8 msnm | bé d'interès cultural bé cultural d'interès nacional |                                       | Modifica les dades a Wikidata |
|        | els Alfacs                                    | la Ràpita Amposta                                        | badia indret                                    | Superfície: 2200ha                                               | 40° 37′ 32″ N, 0° 38′ 09″ E / 40.625549°N,0.63592°E                                      |                                                      | Badia dels Alfacs                     | Modifica les dades a Wikidata |
|        | els Quatre Mollons                            | Amposta la Ràpita                                        | serra                                           |                                                                  | 40° 38′ 35″ N, 0° 33′ 43″ E / 40.64301667°N,0.56189722°E 432.9 msnm                      |                                                      |                                       | Modifica les dades a Wikidata |
|        | l'Era d'Hernan                                | la Ràpita                                                | cabana                                          |                                                                  | 40° 37′ 44″ N, 0° 37′ 19″ E / 40.6288597306285°N,0.621928441896478°E                     |                                                      |                                       | Modifica les dades a Wikidata |
|        | mar Mediterrània                              |                                                          | mar interior mar mediterrani conca hidrogràfica | Superfície: 2500000km² Profunditat: 5267 1541m Volum: 3839000km³ | 38° N, 17° E / 38°N,17°E 0 msnm                                                          |                                                      | Mediterranean Sea                     | Modifica les dades a Wikidata |